# رادیم بریته
رادیم بریته (چکی: Radim Breite؛ زادهٔ ۱۰ اوت ۱۹۸۹) بازیکن فوتبال اهل جمهوری چک است.
از باشگاه‌هایی که در آن بازی کرده‌است می‌توان به باشگاه فوتبال اسلوان لیبرتس و باشگاه فوتبال تپلیس اشاره کرد.
وی همچنین در تیم ملی فوتبال جمهوری چک بازی کرده‌است.